# Annihilate This Week
Annihilate This Week es un EP lanzado por la banda estadounidense de hardcore punk Black Flag en 1987 con la discográfica SST Records. Éste cuenta con tres canciones en vivo tomadas del álbum Who's Got the 10½?. La cubierta, incluye una parafernalia de drogas, por lo cual se ha prohibido en algunas tiendas de discos.

## Lista de canciones
Lado 1:
1. "Annihilate this Week" (Ginn)  – 4:14
Lado 2:
2. "Best One Yet" (Roessler/Rollins)  – 2:35
3. "Sinking" (Ginn/Rollins)  – 5:04

## Créditos
- Henry Rollins - voz
- Greg Ginn - guitarra
- Kira Roessler - bajo
- Anthony Martinez - batería